# Ле-Кабаньяль
Ле-Кабанья́ль (фр. и окс. Le Cabanial) — коммуна во Франции, находится в регионе Юг — Пиренеи. Департамент — Верхняя Гаронна. Входит в состав кантона Караман. Округ коммуны — Тулуза.
Код INSEE коммуны — 31097.

## География

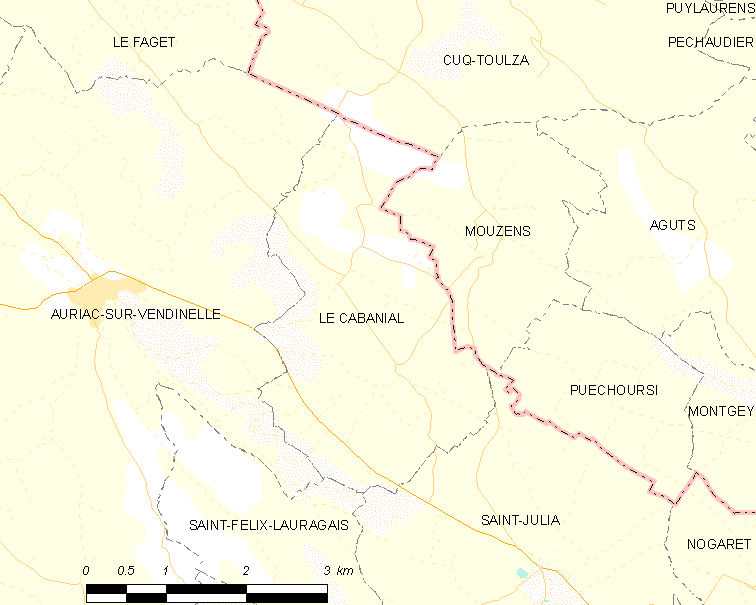
Карта коммуны

Коммуна расположена приблизительно в 600 км к югу от Парижа, в 37 км к востоку от Тулузы.

## Климат
Климат умеренно-океанический. Зима мягкая и снежная, весна характеризуется сильными дождями и грозами, лето сухое и жаркое, осень солнечная. Преобладают сильные юго-восточные и северо-западные ветры.

## Население
Население коммуны на 2010 год составляло 338 человек.
| 1962 | 1968 | 1975 | 1982 | 1990 | 1999 | 2010 |
| ---- | ---- | ---- | ---- | ---- | ---- | ---- |
| 206  | 199  | 163  | 170  | 188  | 246  | 338  |

## Экономика
В 2010 году среди 229 человек трудоспособного возраста (15—64 лет) 174 были экономически активными, 55 — неактивными (показатель активности — 76,0 %, в 1999 году было 72,3 %). Из 174 активных жителей работали 157 человек (85 мужчин и 72 женщины), безработных было 17 (7 мужчин и 10 женщин). Среди 55 неактивных 13 человек были учениками или студентами, 21 — пенсионерами, 21 были неактивными по другим причинам.

## Достопримечательности
- Церковь Св. Иоанна Крестителя (реконструирована в 2006 году)
- «Дерево свободы» (посажено в 1989 году)